# Bursovaginoidea
Bursovaginoidea es uno de los dos órdenes del filo Gnathostomulida. El orden contiene alrededor de 73 o 75 especies y 24 géneros repartidos en 10 familias.

## Morfología y anatomía
Los bursovaginoides son bastante pequeños, con una longitud de medio milímetro a un milímetro completo. Muchas especies en el orden Bursovaginoidea tienen un cuello estrecho, lo que hace que su cabeza se destaque más que otros bursovagionoides y todos los filospermoides.
Los bursovaginoides, a diferencia de los filospermoides, tienen pares de órganos sensoriales y un pene en los machos. Además, todas las especies en Bursovaginoidea tienen un órgano de almacenamiento de esperma llamado bursa. En el suborden Scleroperalia, la bursa es cuticular, mientras que en Conophoralia no lo es. Las especies del suborden Conophoralia tienden a tener espermatozoides más grandes que los de Sceloperalia.

## Distribución
Se han reportado avistamientos de bursovaginoides en varias partes del mundo, incluyendo Inglaterra y las partes del noroeste y sureste de los Estados Unidos. Los bursovaginoides viven principalmente en los océanos cerca de las costas, a profundidades de menos de 500 metros (1650 pies), más comúnmente alrededor de 300 metros.

## Taxonomía
El orden contiene los siguientes subórdenes y familias:
- Suborden Conophoralia
  - Familia Austrognathiidae
- Suborden Scleroperalia
  - Familia Agnathiellidae
  - Familia Clausognathiidae
  - Familia Gnathostomariidae
  - Familia Gnathostomulidae
  - Familia Mesognathariidae
  - Familia Onychonathiidae
  - Familia Paucidentulidae
  - Familia Problognathiidae
  - Familia Rastrognathiidae